# Melodorum
Melodorum es un género de plantas fanerógamas con 55 especies perteneciente a la familia de las anonáceas. Son nativas del sudeste de Asia hasta Nueva Guinea.

## Taxonomía
El género fue descrito por João de Loureiro y publicado en Flora Cochinchinensis 329, 351. 1790.  La especie tipo es: Melodorum fruticosum Lour.

## Especies
- Melodorum aberrans
- Melodorum affine
- Melodorum africanum
- Melodorum arboreum
- Lista completa de especies